# Mischmetall

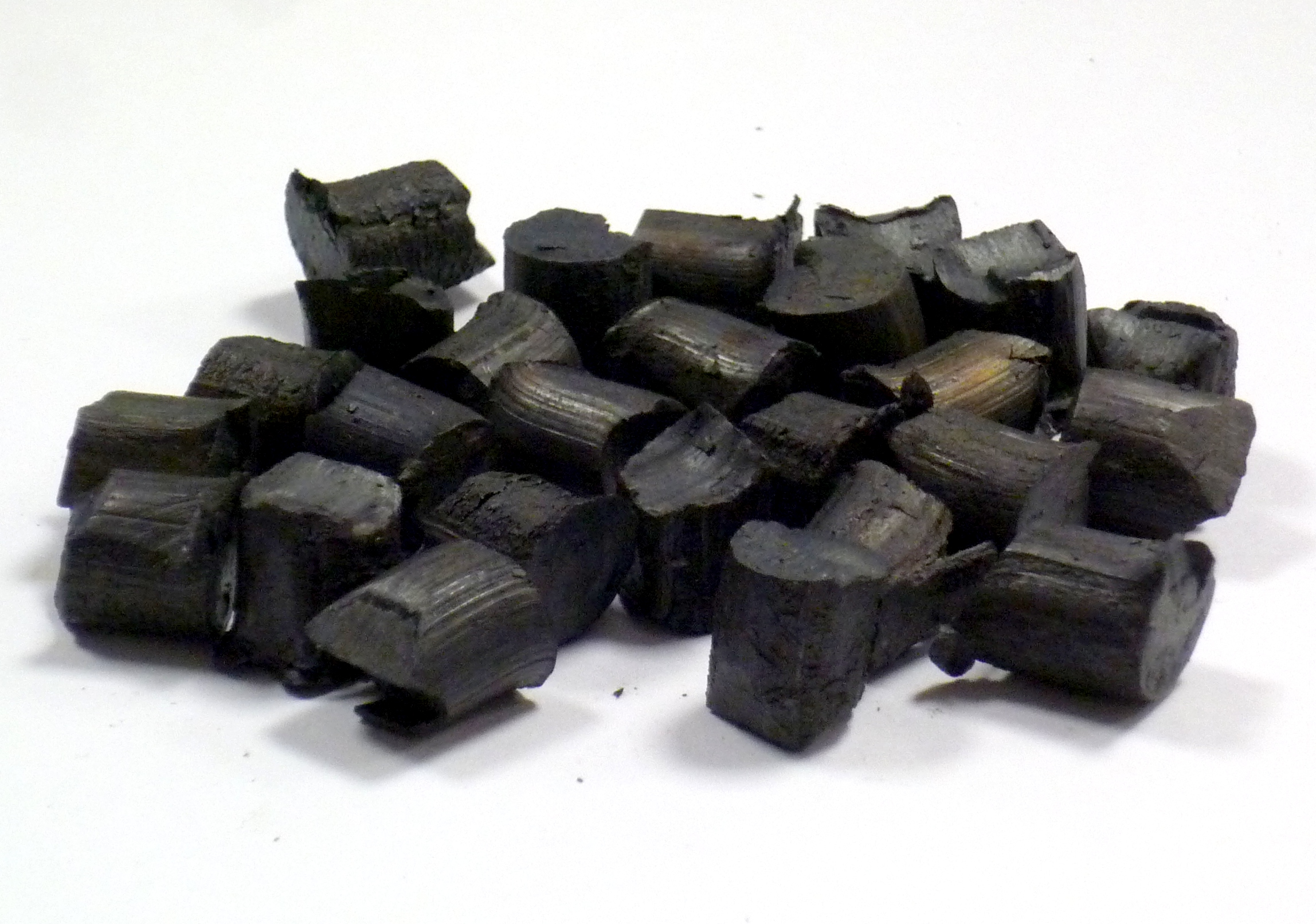
Un grapat de peces de Mischmetall

Mischmetall (alemany: Mischmetall - "metall mesclat") és un aliatge d'elements de terres rares. També se l'anomena mischmetall cerium, o mischmetall de terres rares. Una composició típica inclou aproximadament un 55% de ceri, un 25% de lantà i un 15-18% de neodimi amb altres metalls de terres rares. El seu ús més comú es troba en els dispositius pirofòrics de ferroceri per l'encesa tipus "sílex" de molts encenedors i torxes, tenint en compte, que un aliatge d'elements únics de terres rares seria massa tou per poder donar una bona espurna. Per millorar-ne les característiques, es barreja amb òxid de ferro i òxid de magnesi, formant un material més dur conegut com a ferroceri. En les fórmules químiques se sol abreviar com Mm, per exemple, MmNi ₅.

## Història

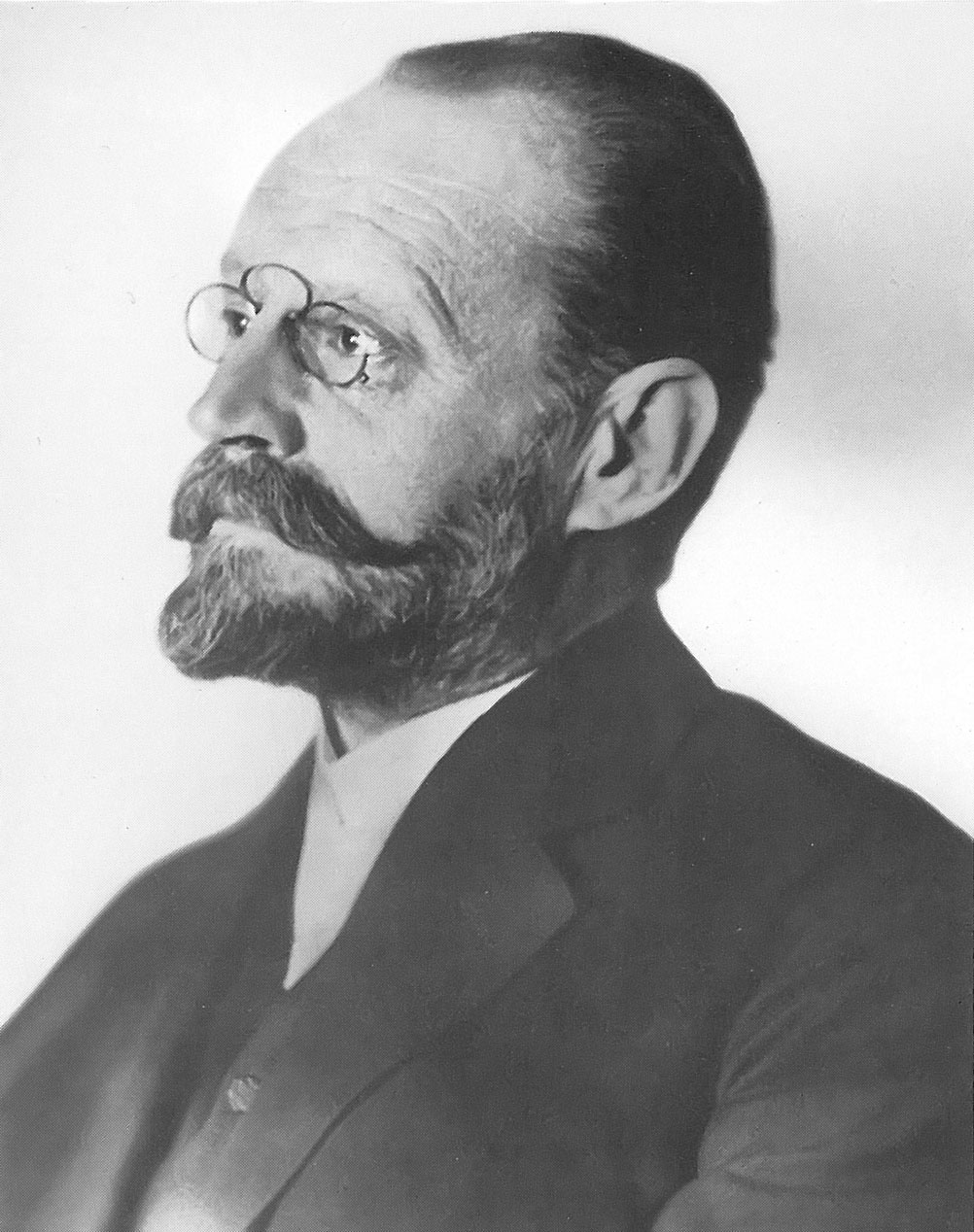
Carl Auer von Welsbach

Carl Auer von Welsbach no només va ser el descobridor del neodimi i del praseodimi i co-descobridor del luteci, sinó que també va ser l'inventor del mantell de gas (utilitzant tori) i fundador de la indústria de les terres rares. Després d'extreure el contingut de tori necessari de la sorra de monazita, es van deixar una gran quantitat de lantànids, per als quals no hi va haver cap ús comercial. Va iniciar l'exploració per aplicacions a les quals es podrien posar les terres rares. Entre els seus primers descobriments / invents per donar fruits pràctics hi havia el mischmetal.

## Preparació
Històricament, el mischmetall es preparava a partir de monazita, un fosfat anhidre dels lantànids lleugers i del tori. El mineral s'extreia per craqueig per reacció a alta temperatura amb àcid sulfúric concentrat o amb hidròxid de sodi. S'eliminava el tori aprofitant la seva debilitat bàsica en relació amb els lantànids trivalents, es feia precipitar el radi fill seu usant la mescla en sulfat de bari i els lantànids restants es convertien en els seus clorurs. El "clorur de terres rares" (hexahidrat) resultant, de vegades conegut com a "clorur de lantànid", era el principal producte químic de la indústria de les terres rares. Mitjançant un escalfament minuciós, preferiblement amb clorur d'amoni o en una atmosfera de clorur d'hidrogen, es pot deshidratar l'hexahidrat per acabar proporcionant clorur anhidre. L'electròlisi del clorur anhidre fos (mesclat amb un altre halogen anhidre per millorar el comportament de la fusió) provoca la formació de mischmetall fos, que després es diposita en lingots.
Qualsevol contingut de samari en el mineral tendeix a no reduir-se al metall, sinó que s'acumula en l'halogen fos, del qual posteriorment es pot aïllar de forma profitosa. El mischmetall derivat de la monazita té típicament un 48% de ceri, un 25% de lantà, un 17% de neodimi i un 5% de praseodimi, amb equilibri dels altres lantànids. Quan el bastnäsita va començar a processar-se per extreure el contingut de terres rares al voltant del 1965, també es va convertir en una versió de clorur de terres rares i es va produir de manera errònia. Aquesta versió era més elevada en el lantà i menor en el neodimi.
A partir del 2007, l'elevada demanda de neodimi ha fet rendible eliminar tots els lantànids i neodimi més pesats (i de vegades també tot el praseodimi) de la barreja de lantànids d'abundància natural per a la venda independent i incloure només La-Ce- Pr o La-Ce en les formes de mischmetall més econòmiques. Els lantànids lleugers són tan similars en les seves propietats metal·lúrgiques, que qualsevol aplicació per a la que, la composició original hauria estat adequada, seria igualment ben servida per aquestes barreges troncades. El tradicional "clorur de terres rares", com a producte químic, també s'utilitzava per extreure les terres rares individuals per empreses que no volien processar els minerals directament. A partir del 2007, el mischmetall té un preu inferior a 10 USD per quilogram i les barreges subjacents de clorurs de terres rares solen costar un preu inferiors a 5 dòlars americans/kg.

## Ús
El mischmetall s'utilitza en la preparació de pràcticament tots els elements de terres rares. Això és degut al fet que aquests elements són gairebé idèntics en la majoria de processos químics, fet que significa que els processos d'extracció ordinaris no els distingeixen. Els processos altament especialitzats, com els desenvolupats per Carl Auer von Welsbach, exploten diferències subtils de solubilitat per separar el mischmetall en els seus elements constitutius, amb cada pas produint només un canvi incremental en la composició. Aquests processos van informar més tard a Marie Curie en la cerca de nous elements.

### Galvanització de zinc-alumini
Petites quantitats d'un mischmetall de ceri i lantà de vegades s'afegeixen al procés de galvanitzat per fer filferro d'acer. Es tracta d'un recobriment de zinc i 5-10% d'alumini, amb traces de mischmetall.